# Kardinalfisk
Kardinalfisken, Tanichthys albonubes, är en mycket fredlig och anspråkslös stimfisk som trivs i ett tättplanterat akvarium med växter, men den vill även ha en fri simyta. Bottenmaterialet bör vara fin sand. Den passar i alla sällskapsakvarier där inte vattnet är för varmt.
Kardinalfisken är en romspridare bland växter. Äggen kläcks efter ca. 36 timmar. En del honor leker väldigt sällan och lägger då upp till 300 ägg åt gången. Andra leker mycket ofta, men lägger då bara ett mindre antal varje gång. Den odlas bäst i ett speciellt lekakvarium.